# Adrienne Jordan
Adrienne Leigh Jordan (Colorado Springs, 30 gennaio 1994) è una calciatrice statunitense con cittadinanza tedesca, difensore del Fort Lauderdale Utd.

## Biografia
Jordan nasce a Colorado Springs, in Colorado, acquisendo la doppia cittadinanza grazie alla nazionalità tedesca della madre. Si appassiona allo sport fin da giovanissima, praticando diverse discipline mentre frequenta la Rampart High School, pallacanestro, per una stagione, oltre a nuoto, atletica leggera, dove ottiene risultati rilevanti, detiene uno dei primi 10 tempi più veloci nei 100 e 300 metri ostacoli, e calcio.

## Carriera

### Calcio universitario
Dopo aver concluso gli studi, ottenendo un International Baccalaureate Diploma Program, nel maggio 2012, si iscrive alla University of Northern Colorado, università pubblica con sede a Greeley, affiancando al programma di studi l'attività sportiva nella squadra di calcio femminile universitario dell'ateneo, le Northern Colorado Bears, con le quali disputa il NCAA Women's Division I Soccer Championship dalla stagione 2012 per le quattro successive, contribuendo a portare la sua squadra alla sua prima apparizione in un torneo National Collegiate Athletic Association vincendo il torneo Big Sky Conference nel 2016. Con un totale di 72 partite giocate durante la sua carriera con le Northern Colorado Bears, Jordan è entrata nella top 20 del programma realizzando 2 reti e fornendo 5 assist. Il suo ruolo nel programma di calcio della University of Northern Colorado le è valso numerosi riconoscimenti e premi.

### Club
Nel 2015 Jordan firma un contratto con il Colorado Pride, squadra iscritta alla United Soccer Leagues W-League, che in quell'anno dopo essere giunta seconda alla Western Conference, dopo aver vinto i play-off accede alla fase nazionale, superando prima in semifinale le canadesi del Laval Comets con il netto risultato di 4-0 e gioca la finale, perdendola per 2-1, con il Washington Spirit Reserves.
l'anno successivo Jordan viene acquisita dal Chicago Red Stars nel 4º turno del 2016 NWSL College Draft. Così facendo ha stabilito un primato essendo la prima Northern Colorado Bears, la prima giocatrice Big Sky ad essere drafted dalla NWSL. Insieme a questo Jordan è diventata la prima calciatrice dell'area di Colorado Springs ad essere arruolata nella NWSL.
Ciò nonostante Jordan decide di trasferirsi in Europa per quello che sarà il primo dei numerosi campionato esteri che disputerà nella sua carriera, sottoscrivendo un contratto con l'Östersund per giocare in Elitettan, secondo livello del campionato svedese, il campionato 2016. Impiegata nei ruoli di terzino sinistro e difensore centrale sinistro, disputa da titolare tutte le 19 partite in cui era disponibile, giocando un totale di 1710 minuti e ottenendo due riconoscimenti come player of the match.
L'anno successivo decide di trasferirsi all'ÍBV Vestmannæyja, squadra dell'unico centro abitato delle isole Vestmann, nell'isola Heimaey, iscritta alla Úrvalsdeild kvenna, livello di vertice del campionato islandese. Per la stagione 2017, nel ruolo di ala destra, ha giocato in tutte le 18 partite di campionato, registrando 1590 minuti giocati, un gol e tre assist. In quella stessa stagione ottiene il suo primo trofeo senior, vincendo la Coppa d'Islanda superando in finale per 3-2 lo Stjarnan. Rimasta con l'ÍBV una seconda stagione, per il 2018 Jordan, che gioca sia come ala destra che come terzino destro, scende in campo in tutti i 18 incontri di campionato, registrando 1620 minuti giocati e un assist, non saltando un incontro anche in Coppa d'Islanda e dove la sua squadra viene eliminata ai quarti di finale dal Fylkir. In quest'ultima stagione colleziona quattro volte il premio (Wo)Man of the Match, lasciando la società con un tabellino personale di 36 presenze e una rete in campionato.
Dopo due anni in Islanda, a ottobre 2018 giunge in Italia per la sua terza esperienza all'estero, sottoscrivendo un accordo con il Mozzanica per giocare la seconda parte della stagione 2018-2019 con la squadra lombarda. Fa il suo esordio in Serie A il 18 novembre 2018, alla 7ª giornata di campionato, venendo impiegata dal tecnico Michele Ardito in altri 14 incontri al quale si aggiunge l'unica presenza in Coppa Italia agli ottavi di finale, nell'incontro che vede la Roma CF eliminare il Mozzanica vincendo 2-1.
Alla fine della stagione Jordan opta per un nuovo trasferimento, scegliendo questa volta il Birmingham City. Fa il suo esordio in FA Women's Super League, il massimo campionato inglese di categorie, l'8 settembre 2019, alla 1ª giornata di campionato, nella sconfitta esterna con l'Everton per 1-0, marcando complessivamente 13 presenze più 5 nelle coppe, dove in FA Women's League Cup va a rete con il Leicester City. La sua prima stagione in Inghilterra si rivela complicata, con la squadra incapace di staccarsi da posizioni di fondo classifica ma riuscendo comunque a salvarsi assestandosi all'11º e penultimo posto che le garantisce comunque la salvezza pur con il campionato interrotto a causa delle restrizioni dovute alla pandemia di COVID-19.
Dopo l'interruzione della WSL Jordan decide di tornare negli Stati Uniti d'America, firmando un contratto con l'OL Reign Le restrizioni per la pandemia di COVID-19 negli Stati Uniti d'America hanno portato alla decisione che in sostituzione della stagione 2020 National Women's Soccer League si sarebbe disputata la NWSL Challenge Cup, tuttavia Jordan, che  fine giugno era nella rosa delle 28 giocatrici dell'OL, nel torneo riuscì a marcare una sola presenza, il 13 luglio, rilevando al 72' Celia Jiménez nel pareggio a reti inviolate con il Portland Thorns FC dopo essersi ripresa da un infortunio. Jordan è diventata il primo giocatore del nord del Colorado a giocare nella NWSL e il secondo nella Big Sky Conference.
Dopo la sua breve apparizione in NWSL torna in Europa, firmando un contratto con le spagnole del Granadilla Tenerife per la stagione 2020-2021. A disposizione del tecnico Francis Díaz, Jordan fa il suo esordio in Primera División il 4 ottobre 2020, alla 1ª giornata di campionato, nella sconfitta interna per 1-0 con il Madrid CFF. In seguito Díaz la impiega, nel ruolo di come ala e difensore esterno, in altre sette occasioni, tre da titolare, prima di richiedere il trasferimento adducendo motivi personali durante la sessione invernale di calciomercato.
Il 19 gennaio 2021 viene dato l'annuncio del suo trasferimento al Sand, squadra tedesca con cui disputa la seconda parte della stagione 2021-2022. Debutta Frauen-Bundesliga il 3 marzo 2021, nell'incontro perso in trasferta con il Friburgo per 2-1. Dopo la sostituzione sulla panchina della squadra tedesca, passata in aprile da Nora Häuptle ad Alexander Fischinger, il nuovo tecnico le conferma la fiducia impiegandola fino al termine del campionato, con la squadra che pur nella stagione complicata riesce a salvarsi concludendo al 10º posto. Jordan rimane al Sand anche la stagione successiva.
Per la stagione 2022-23 si è trasferita al Turbine Potsdam. Dopo due stagioni consecutive al Turbine Potsdam, è tornata negli Stati Uniti, andando a giocare al Fort Lauderdale United, società professionistica fondata pochi mesi prima ed iscritta alla USL Super League.

### Nazionale
Nel 2017 Jordan riceve la sua prima convocazione con una rappresentativa statunitense, venendo inserita in rosa con la formazione Under-23 che partecipa nel torneo di categoria all'edizione 2017 del Torneo di La Manga.

## Palmarès
- Coppa d'Islanda: 1

ÍBV Vestmannæyja: 2017